# Marina Albiol
Marina Albiol Guzmán (Grao de Castellón, 15 de diciembre de 1982) es una política y fisioterapeuta española de Esquerra Unida del País Valencià (EUPV), diputada de la vi y vii legislaturas de las Cortes Valencianas por Castellón y eurodiputada entre 2014 y 2019 dentro del Grupo Confederal de la Izquierda Unitaria Europea/Izquierda Verde Nórdica.

## Biografía
Nacida en Grao de Castellón en el año 1982, Marina Albiol es diplomada en fisioterapia y magisterio. Su militancia política empezó con 18 años cuando se unió a las juventudes d'Esquerra Unida y, desde entonces, ha luchado activamente por diversas causas vinculadas al ecologismo, como la lucha contra el fracking y contra las prospecciones petrolíferas, y a los derechos humanos, posicionándose a favor del cierre de los CIES, de los derechos de las personas migrantes y del pueblo palestino.

### Carrera política

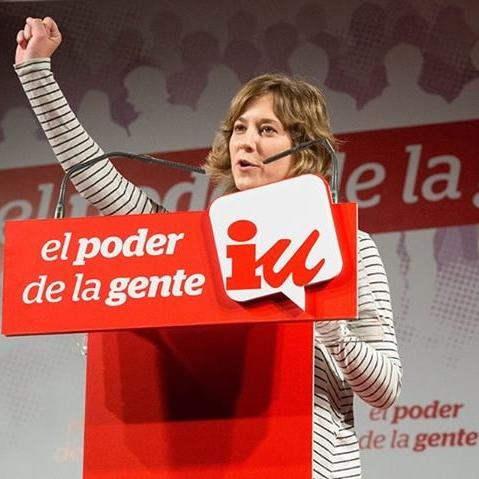
Marina Albiol durante un mitin de campaña en las elecciones europeas de 2014

Desde el 2000 es militante del PCPV y de Esquerra Unida del País Valencià, de la que desde 2003 es miembro de su Consejo Político. Entre 2003 y 2007 fue coordinadora de Joves d'Esquerra Unida del País Valencià y también es miembro de la Comisión Política del PCPV y de la Plataforma per la III República.
Fue elegida diputada por la provincia de Castellón en las elecciones a las Cortes Valencianas de 2007 por la coalición Compromís pel País Valencià, que abandonó junto a sus compañeros de EUPV formando el grupo de diputados no adscritos en el marco de la crisis de la coalición.
Repetidamente ha acusado de corrupción a Carlos Fabra (pues éste habría defraudado a Hacienda casi 1 millón de euros y no puede justificar el origen de 3.713.796 euros) y critica la construcción de un aeropuerto en Castellón de la mano también de Carlos Fabra, de dudosa utilidad. Ante una denuncia por injurias presentada por éste, Albiol respondió que “no van a poder acallar mi voz” y que “seguiré denunciando la corrupción y las prácticas antidemocráticas”.
También ha denunciado la existencia de contratos irregulares de la Generalidad que benefician al arquitecto Santiago Calatrava Valls, en concreto ella misma sacó a la luz el supuesto sobrecoste del proyecto del Centro de Convenciones de Castellón por el que Calatrava habría cobrado 2’7 millones de euros y que no ha empezado a construirse.
En noviembre de 2010 fue elegida para encabezar la lista de EUPV por la provincia de Castellón a las elecciones a las Cortes Valencianas de 2011. Como diputada, se ha convertido en una de las principales portavoces de la lucha contra la práctica del Fracking en Castellón y contra las prospecciones petrolíferas en la zona.
En 2011 participó en la II Flotilla Rumbo a Gaza que fue retenida por las autoridades griegas en Atenas y en 2013 en las Brigadas que organizó UNADIKUM en Gaza.
En 2014 fue escogida en cuarto lugar en la candidatura de la coalición La Izquierda Plural en las elecciones al Parlamento Europeo de 2014, obteniendo finalmente el escaño de europarlamentaria en los comicios que se celebraron el 25 de mayo de 2014. Actualmente, es Miembro de la Mesa del Grupo Confederal de la Izquierda Unitaria Europea/Izquierda Verde Nórdica, además de ser miembro de la Comisión de Peticiones y de la Delegación en la Asamblea Parlamentaria Euro-Latinoamericana. En el Europarlamento, también es Suplente en la Comisión de Desarrollo, en la Comisión de Libertades Civiles, Justicia y Asuntos de Interior, en la Comisión de Investigación Encargada de Examinar las Alegaciones de Infracción y de Mala Administración en la Aplicación del Derecho de la Unión en relación con el Blanqueo de Capitales y la Elusión y la Evasión Fiscales y en la Delegación para las Relaciones con los Países de la América Central.
En 2018 puso en conocimiento de la dirección federal de IU un caso de acoso laboral, moral y psíquico a trabajadores de la delegación en el Parlamento Europeo por parte de eurodiputados de IU; crítica con la falta de respuesta de la dirección federal, anunció también que no se aspiraría a ser candidata en las listas para las elecciones europeas de 2019, haciendo pública entonces su voluntad de mantener la militancia y continuar haciendo política desde un segundo plano.

## Cargos desempeñados
- Miembro del Consejo Político y coordinadora de Joves d'Esquerra Unida del País Valencià.
- Miembro de la Comisión Política del PCPV.
- Miembro de la Plataforma per la III República.
- Diputada en las Cortes Valencianas.
- Cabeza de lista de EUPV por la provincia de Castellón a las elecciones a las Cortes Valencianas de 2011.

| Predecesor: Willy Meyer | Portavoz de la Delegación de La Izquierda Plural en el Parlamento Europeo 2014-2018 | Sucesor: - |